# Joachim Wrang
Joachim Wrang (født 1970 i Odense) er en dansk oversætter og forfatter.
Han er cand.mag. i filosofi og har skrevet Cellen og øjet, der udkom på forlaget Klim i 2000. I bogen diskuteres forskellige retsfilosofiske temaer, særligt med henblik på former for overvågning og indespærring, og hvad disse typer af sanktioner betyder for det enkelte menneskes personlighedsdannelse, socialisering og resocialisering.
Wrang har desuden bidraget med kapitler til Muren & spøgelset, Klim 1996 og Filosofiske kugler, Klim 2001.
Han har siden 2001 arbejdet med oversættelse af fag- og skønlitteratur for forlaget Klim.